# Compsocryptus fasciipennis
Compsocryptus fasciipennis là một loài tò vò trong họ Ichneumonidae.